# Suspekt (gruppe)
Suspekt er en dansk rapgruppe, som består af de tre medlemmer Bai-D, Orgi-E, Rune Rask. Alle tre er opvokset i Albertslund. Gruppen er et af de bedst kendte navne i dansk hiphop, og har modtaget positive anmeldelser, specielt for deres albums Prima Nocte (2007), Elektra (2011), V (2014), 100% Jesus (2017) og Sindssyge Ting (2020).
Stilmæssigt laver Suspekt rap med en hård, kontant stil i både musik og tekster. Deres stil er blevet henvist til som horrorcore.
Suspekt har optrådt på Roskilde Festival, Smukfest, Northside Festival og Tinderbox m.fl, og gruppen har samarbejdet med artister som Kendrick Lamar, Schoolboy Q, Lukas Graham, Tina Dichow, Benal og Jooks.

## Biografi

### 1997–1999: Begyndelsen og debutalbum
Historien om Suspekt begynder på Vestegnen i Albertslund. Det var i 1997 i boligkvarteret Godthåbsparken i Albertslund, at rapgruppen Suspekt blev dannet. Her vokser Rune Rask (producer) op ved siden af den to år yngre Andreas Bai Duelund - Bai-D (rapper). Som 13-årig møder Emil Simonsen - Orgi-E (rapper), Andreas til fodbold, og snart opstår et venskab mellem de tre ud fra en fælles interesse for musik.
I 1997 bliver Suspekt dannet i Rune Rasks fars kælder, hvor de begynder at rappe med inspiration fra West Coast gangsta rap i stil med N.W.A og Cypress Hill.
Suspekt udgiver deres debutalbum Suspekt i 1999. Gruppen står blandt en ny generation af danske rappere, hvor Suspekt skiller sig ud med deres vulgære tekster og hårdkogte beretninger om livet på Vestegnen. Suspekt har siden beskrevet, hvordan de dengang gik imod den selvironiske tilgang til hiphop, der havde præget dansk mainstream musik op igennem 1990'erne. Suspekts selvbetitlede debutalbum sikrer dem en plads i den danske hiphop undergrund.

### 2000–2007: Tabu Records ogIngen Slukker The Stars
I begyndelsen af det nye årtusind tager Suspekt hul på et nyt kapitel. Den danske rapper Troo.L.S. slutter sig til gruppen. De arbejder på et nyt album som de forsøger at få udgivet gennem et stort dansk pladeselskab. Da pladeselskabet springer fra på et samarbejde, beslutter Suspekt sig for selv at udgive albummet gennem deres pladeselskab Tabu Records. Det blev stiftet sammen med Rune Rasks ven Per Hjaltason i forbindelse med udgivelsen af debutalbummet. Suspekt sætter studie op på Gammel Kongevej i København, hvor rappere som USO og L.O.C. får deres faste gang. Både til indspilninger i studiet og til fester på adressen.
Suspekts nye album får titlen Ingen Slukker The Stars og udkommer i 2003. Det opnår en placering i top 20 på den danske albumhitliste. En af albummets sange "Kinky Fætter" har siden opnået over 12 millioner streams på Spotify. Det danske musikmagasin Soundvenue har beskrevet tiden omkring udgivelsen af albummet som “Da dansk hiphop mistede sin mødom”. De følgende år indgår de forskellige dele af Suspekt i andre musikprojekter og konstellationer. For eksempel udgiver Troo.LS. og Orgi-E sammen albummet Forklædt som voksen gennem Tabu Records i 2005.
De følgende år bliver Tabu Records pladeselskab for navne som VETO, The Floor Is Made of Lava, Marwan og Kasper Spez. I 2005 åbner Suspekt webshoppen tabushop.dk, der senere får en fysisk adresse på Saxogade. De flytter siden butikken til et større lager i Horsens i samarbejde med merchandise forhandleren Beatdown.

### 2007–2011:Prima Nocte, Det kommercielle gennembrud og Selvmord
Suspekt får sit kommercielle gennembrud i 2007 med udgivelsen af deres tredje album Prima Nocte. Udgivelsen annonceres af Suspekt selv under deres koncert på Roskilde Festival, hvor de optræder samme år på Cosmopol Scenen. Koncerten gæstes blandt andet af vennerne L.O.C og USO. Prima Nocte roses af de danske anmeldere, og albummet byder på singler som "Sut den op fra slap", "Amore Infelice" og "Proletar (Hvor jeg står)". Sidstnævnte bliver kåret til Ugens uundgåelige på P3, der også tildeler Suspekt Gennembrudsprisen til P3 Guld. Gruppen optræder til årets kritikerpris Steppeulven, hvor de er nomineret i syv kategorier.
I 2009 stifter Suspekt sammen med L.O.C og produceren Jonas Vestergaard gruppen Selvmord. De udgiver et selvbetitlet debutalbum og opnår en førsteplads på den danske single hitliste med singlen "Råbe under Vand". Projektet Selvmord stopper i efteråret 2010. Producer Jonas Vestergaard fortsætter med at producere for Suspekt.

### 2011–2014:Elektra, Kendrick Lamar og Klamfyr
I 2011 udgiver Suspekt deres fjerde album Elektra. Gruppen har forladt studiet på Gammel Kongevej og opsat en ny base i Vanløse efter et kort ophold i Måløv. Elektra har det tjekkiske symfoniorkester Czech Film Orchestra med på fire sange, og Tina Dickow synger omkvædet på nummeret "Helt Alene".
De danske anmeldere hylder udgivelsen, der beskrives som et selvsikkert og mere varieret udspil fra Suspekt. Albummet sikrer gruppen en platinplade og deres første placering som #1 på den danske albumhitliste.
Fokus singlen "Klaus Pagh" er en hyldest til den danske teaterdirektør og skuespiller af samme navn, og sangen opnår en førsteplads på den danske single hitliste.
Under producernavnet Tabu har Suspekt gennem årene produceret for internationale artister som Schoolboy Q, Crooked I og Akon. Karrieren som producerer når en milepæl i 2012 da Suspekt medvirker på albummet Good Kid, M.A.A.D City fra den amerikanske rapper Kendrick Lamar. Her bliver sangen "Helt Alene" til Kendrick Lamars "The Art of Peer Pressure". Samarbejdet belønner Suspekt med en 3x platinplade, og sammen med produceren Jonas Vestergaard nomineres gruppen med Kendrick Lamar til en amerikansk Grammy pris for Album of the Year.
Under navnet Klamfyr, udgiver Orgi-E samme år sit første soloalbum Klamfyr sammen med Jonathan Elkær (senere den ene halvdel af popduoen Phlake). Albummet byder på sange som "Singlepik", "Mand 2.0" og "City2musik (Hva Glor Du På)", og det gæstes af Xander, Marwan, Jooks og Wafande. Orgi-E optræder med projektet på Roskilde Festivals Arena Scene i 2013.

### 2014–2017:V, Roskilde Festival ogDa Danmark blev Suspekt
Suspekt udgav i 2014 deres femte album V, der bød på singler som "Søn af en Pistol", "S.U.S.P.E.K.T" og "Danmark". Albummet blev hyldet af de danske anmeldere, der blandt andet omtalte, hvordan Suspekt på ny havde fornyet deres lyd og udtryk.
Suspekt kunne for anden gang i karrieren indtage førstepladsen på den danske albumhitliste, og albummet solgte siden til platin.
Året efter spiller Suspekt deres anden koncert på Roskilde Festival. Denne gang optræder de efter Paul McCartney på Orange Scene, hvor de lukker festivalen lørdag nat som det første danske navn i mange år. Koncerten bliver en milepæl for Suspekt, der senere omtales for at have sat en ny standard for dansk hiphop. Samme år bliver Suspekt de store vindere til Danish Music Award, hvor de modtager priser for Årets Danske Gruppe, Årets Danske Livenavn og Årets Danske Urbanudgivelse. Rune Rask og Jonas Vestergaard vinder også prisen for Årets Producer.
Sammen med Lukas Graham udgiver Suspekt i 2015 en ny single "Søndagsbarn", der modtager årets Lytterpris til P3 Guld. Dette år optræder Suspekt til Distortion på Nørrebro, hvor koncerten bliver lukket ned efter 13 minutter, da kapaciteten på Blegdamsvej når sit maksimum.
I 2016 får dokumentaren Da Danmark Blev Suspekt premiere på DR3. Den er opdelt i fire afsnit og fortæller historien om Suspekts karriere. Mere end 47.000 seere følger med.

### 2017–2019:100% Jesus, udsolgt koncert i Forum og 245 år med Suspekt
I 2017 udkommer Suspekts sjette album 100% Jesus. Titlen på det nye album er ifølge Orgi-E inspireret af en rejse til Brasilien, hvor han på Amazonfloden bliver overhalet af en flodpram, der skilter med teksten 100% Jesus. Udgivelsen bliver gæstet af Benal, Xander, Simon Jul Jørgensen og Fribytterdrømme. Sidstnævnte gruppe udkommer i disse år på Tabu Records. På 100% Jesus gæster de nummeret "Lings Sang", der er en hyldest til den afdøde artist Linkoban. "Hun Blev Bare Så Glad" udkommer som hoved-single med en kontroversiel video. 100% Jesus får blandt andet 6/6 stjerner i Gaffa og 5/6 stjerner i Berlingske. Udgivelsen indtager førstepladsen på den danske album- og vinylhitliste og sælger siden til platin.
Som en del af en større Danmarksturné spiller Suspekt i 2017 en udsolgt koncert i Forum på Frederiksberg. De optræder i 2018 på Northside Festival i Aarhus og året efter på Smukfest i Skanderborg, hvor den amerikanske rapper Post Malone dukker op på scenen.
I 2017 lancerer Spotify et website, der viser danskernes lyttevaner på Spotify i forhold til Suspekt. Det afsløres, at det samlede bagkatalog er blevet streamet 181.346.739 minutter - svarende til 245 år.

### 2019–nu: "Gonzo" ogSindssyge Ting
I foråret 2019 udgiver Suspekt en ny single "Gonzo", der bliver det tredje mest streamede danske nummer i 2019. Det bliver også nomineret til Største Hit ved årets Zulu Awards. Suspekt optræder samme år på Northside og Tinderbox, og gruppen dukker uanmeldt op til en koncert under Distortions gadefest på Nørrebro. Suspekt spiller også på Nibe Festival for 12. gang i træk.
Den 14. februar 2020 udgav Suspekt deres syvende album Sindssyge Ting, der bliver gæstet af Anne Linnet og Tessa. Udgivelsen bliver markeret med en ny dokumentar på TV 2 om tilblivelsen af albummet. Gruppen annoncerer også deres hidtil største turné Sindssyg Arena Tour med koncerter i Jyske Bank Boxen i Odense og Herning samt i Gigantium i Aalborg i Royal Arena i København.

## Samarbejde
Musik
- Suspekt har arbejdet sammen med forskelligartede danske navne som L.O.C, USO, Veto, Marwan, Anders Matthesen og Drengene Fra Angora.
- Suspekts medlemmer har hver for sig også været med på mange udgivelser og compilations. Nogle som producere og andre som rappere.
- Komponisten Frederik Magle har komponeret og arrangeret musik for symfoniorkester og kirkeorgel til albummet Elektra.[35]

Visuelt
- Michel Winckler-Krog har lavet mange af Suspekts visuelle ting bl.a. cover, musik videor og VJ shows

## Hæder
Danish Music Awards
| År   | Modtager/nomineret arbejde         | Pris                           | Resultat  |
| ---- | ---------------------------------- | ------------------------------ | --------- |
| 2008 | Prima Nocte                        | Årets Danske Hip-Hop Udgivelse | Vundet    |
| 2015 | V                                  | Årets danske udgivelse         | Nomineret |
| 2015 | Suspekt                            | Årets danske gruppe            | Vundet    |
| 2015 | "Søndagsbarn" (feat. Lukas Graham) | Årets danske hit               | Nomineret |
| 2015 | Suspekt                            | Årets danske live navn         | Vundet    |
| 2015 | V                                  | Årets danske urbanudgivels     | Vundet    |
| 2017 | 100% Jesus                         | Årets danske udgivelse         | Nomineret |
| 2017 | Suspekt                            | Årets danske gruppe            | Nomineret |
| 2017 | Suspekt                            | Årets danske livenavn          | Nomineret |
| 2020 | Suspekt                            | Årets danske gruppe            | Vundet    |
| 2021 | Suspekt                            | Årets danske livenavn          | Nomineret |
| 2023 | Suspekt                            | Årets danske gruppe            | Nomineret |
| 2023 | Suspekt                            | Årets danske livenavn          | Nomineret |

MTV Europe Music Awards
| År   | Modtager/nomineret arbejde | Pris            | Resultat |
| ---- | -------------------------- | --------------- | -------- |
| 2008 | Suspekt                    | Best Danish Act | Vundet   |

P3 Guld
| År   | Modtager/nomineret arbejde         | Pris             | Resultat  |
| ---- | ---------------------------------- | ---------------- | --------- |
| 2007 | Suspekt                            | P3 Prisen        | Nomineret |
| 2008 | Suspekt                            | P3 Gennembruddet | Vundet    |
| 2015 | "Søndagsbarn" (feat. Lukas Graham) | P3 Lytterhittet  | Vundet    |

Zulu Award
| År   | Modtager/nomineret arbejde | Pris           | Resultat  |
| ---- | -------------------------- | -------------- | --------- |
| 2021 | Suspekt                    | Årets kunstner | Nomineret |

## Diskografi

### Studiealbum
| År                                                     | Album                   | Højeste placering | Certificering |
| År                                                     | Album                   | Danmark           | Certificering |
| ------------------------------------------------------ | ----------------------- | ----------------- | ------------- |
| 1999                                                   | Suspekt                 | —                 |               |
| 2003                                                   | Ingen Slukker The Stars | 20                | - 3× Platin   |
| 2007                                                   | Prima Nocte             | 5                 | - 4× Platin   |
| 2011                                                   | Elektra                 | 1                 | - Platin      |
| 2014                                                   | V                       | 1                 | - Platin      |
| 2017                                                   | 100% Jesus              | 1                 | - 2× Platin   |
| 2020                                                   | Sindssyge ting          | 1                 | - 3× Platin   |
| 2023                                                   | Ancient Aliens          | 2                 |               |
| "—" marker en udgivelse der ikke opnåede en placering. |                         |                   |               |

### Opsamlingsalbum
| Åre                                                    | Album                 | Højeste placering | Certificering |
| Åre                                                    | Album                 | Danmark           | Certificering |
| ------------------------------------------------------ | --------------------- | ----------------- | ------------- |
| 2015                                                   | De bedste til smatten | 8                 | - Platin      |
| 2020                                                   | Suspekt Worldwide     | —                 |               |
| "—" marker en udgivelse der ikke opnåede en placering. |                       |                   |               |

### DVD-udgivelser
- Ingen Slukker The Stars (2004)
- Prima Nocte DVD (2008)

### Udvalgte singler
- "Fuck'd op og misforstået" (2003)
- "Proletar (hvor jeg står)" (2007) (3× Platin[51])
- "Fuck af" (featuring U$O og L.O.C.) (2007)
- "Amore Infelice" (2007)
- "Misbrug" (featuring L.O.C) (2008)
- "Sut den op fra slap" (2008)
- "Klaus Pagh" (2011)
- "Ruller tungt" (2011)
- "Helt alene" (featuring Tina Dickow) (2012)
- "Søn af en pistol i din hånd" (2014) (Guld[52])
- "Bollede hende i går" (2014)
- "S.U.S.P.E.K.T." (2015) (Platin[53])
- "Søndagsbarn" (featuring Lukas Graham) (2015) (2× Platin[54])
- "Står Stadig" (2016)
- "Hun Blev Bare Så Glad" (2016) (Platin[55])
- "Velkommen Hjem" (Shaka Loveless feat. Suspekt) (2017)
- "Gonzo" (2019) (4× Platin[56])
- "Det go'e" (2019)
- "Vil du med..." (featuring Tessa) (2020) (Platin[57])
- "Popo (lad mig se den igen)" (2021)
- "Egyptian Chef" (Rune Rask og Suspekt) (2022)
- "Pariz" (2023)
- "Juleshots" (2023)
- "Jeg har det fedt" (Bazaar remix) (Rune Rask og Suspekt) (2024)
- "København" (Rune Rask, TooManyLeftHands featuring Suspekt og Benjamin Hav) (2024) (Platin[58])
- "Flere mål, 4-0" (2024)
- "Tænker ik på andre" (featuring URO) (2024) (Platin[59])

## Filmografi
- 2003 - Dansk Stil
- 2004 – V/A – Danske Videoer Dér
- 2004 – Suspekt – Ingen Slukker The Stars dvd
- 2008 – Suspekt – "Prima Nocte dvd – er du dum eller hva'!?"
- 2009 – Suspekt – "Tabu-Records 10 års jubilæum"

## Tabu Records
Suspekt har deres eget pladeselskab, Tabu Records, som de startede op i 1998. Tabu Records består af den københavnskfødte ejerkreds: Rune Rask, Emil Simonsen (Orgi-E), Andreas Bai Duelund (Bai-D), Troels Nielsen (Troo.L.S) og Kasper Færk. Pladeselskabet har kunstnere som Suspekt, VETO, JO:EL, Jeppe Rapp, Marwan, The Floor Is Made Of Lava, Kasper Spez, Orgi-E, Troo.L.S med flere på kontrakt. Tabu Records har desuden også stået bag produktionen af sange for bl.a. Kendrick Lamar og Schoolboy Q